# Heuchelheim (Heuchelheim-Klingen)
Heuchelheim ist einer von zwei Ortsteilen der rheinland-pfälzischen Ortsgemeinde Heuchelheim-Klingen.

## Lage
Heuchelheim liegt im nördlichen Gemeindegebiet. Der Kaiserbach streift den nördlichen Siedlungsrand.

## Geschichte
Bis zum Ende des 18. Jahrhunderts gehörte Heuchelheim zur Kurpfalz und war dem Oberamt Germersheim zugeordnet.
Die Bewohner von Heuchelheim hatten nach Beginn der Französischen Revolution (1789) zusammen mit etwa 30 umliegenden Gemeinden den Anschluss an Frankreich angestrebt. Durch ein Dekret des Nationalkonvents vom 14. März 1793 wurden diese, somit auch Heuchelheim, Frankreich angegliedert.
Bis 1804 war Heuchelheim Teil der Französischen Republik, anschließend bis 1815 Teil des Napoleonischen Kaiserreichs, und in den Kanton Bergzabern im Departement des Niederrheins eingegliedert. Im Jahr 1816 wechselte der Ort in das Königreich Bayern und wurde Teil der Rheinpfalz. Von 1818 bis 1862 gehörte er dem Landkommissariat Bergzabern an; aus diesem ging das Bezirksamt Bergzabern hervor. 1928 hatte Heuchelheim 588 Einwohner, die in 132 Wohngebäuden lebten. Die Katholiken gehörten damals zur Pfarrei von Ingenheim, während die Protestanten eine Pfarrei vor Ort besaßen. Ab 1938 war der Ort Bestandteil des Landkreises Bergzabern. Nach dem Zweiten Weltkrieg wurde Heuchelheim innerhalb der französischen Besatzungszone Teil des 1946 neu gebildeten Landes Rheinland-Pfalz. Im Zuge der ersten rheinland-pfälzischen Verwaltungsreform wurde Heuchelheim am 7. Juni 1969 mit der Nachbargemeinde Klingen zur neuen Ortsgemeinde Heuchelheim-Klingen zusammengelegt. Gleichzeitig wechselte der Ort in den neu geschaffenen Landkreis Landau-Bad Bergzabern, der seit 1978 Landkreis Südliche Weinstraße heißt.

## Verkehr und Infrastruktur
Heuchelheim besaß zusammen mit dem Nachbarort Klingen den Bahnhof Heuchelheim-Klingen an der 1892 eröffneten Klingbachtalbahn. Der Personenverkehr wurde 1957 eingestellt, der Güterverkehr folgte 1968.

## Söhne und Töchter des Ortes
- Mina Hochmann (1906–1992), ab 1990 Trägerin des rheinland-pfälzischen Landesverdienstordens